# Ratpenat nasofoliat cuacurt
El ratpenat nasofoliat cuacurt (Hipposideros curtus) és una espècie de ratpenat de la família dels hiposidèrids. Viu al Camerun i a Guinea Equatorial. El seu hàbitat natural són els boscos humits tropicals de terres baixes, i no està present en les zones de bosc talat. És una espècie que descansa en coves. No hi ha cap amenaça significativa per a la supervivència d'aquesta espècie, tot i que està afectada per la pèrdua d'hàbitat.